# Kazimierz Witosławski
Kazimierz Bronisław Witosławski herbu Nieczuja (ur. 26 września 1842 w Biskowicach, zm. 16 października 1906 w Kołomyi) – aptekarz, powstaniec styczniowy, burmistrz Kołomyi, prezes kołomyjskiego "Sokoła", poseł na Sejm Krajowy Galicji VIII Kadencji 1901–1906 z okręgu Kołomyja.
Za młodu dzierżawił aptekę w Brodach oraz pełnił tam służbę prezesa straży pożarnej. Po zdobyciu odpowiednich funduszy kupił aptekę "Pod Opatrznością" przy ulicy Jagiellońskiej w Kołomyi. Po wybuchu powstania styczniowego na czele dwunastu towarzyszy ruszył do Kongresówki. Dwukrotnie raniony w plecy i brodę w bitwie pod Nakłem. Brał udział w potyczce pod Józefowem. 
W 1883 po śmierci swojej siostry Heleny, wziął na swoje wychowanie jej dwie osierocone córki: Michalinę i Bogumiłę. Wykształcił je i wydał za mąż za radcę prawnego Witolda Hlawatego ze Stanisławowa oraz farmaceutę Zygmunta Jana Gogelę. Gdy Witosławski wszedł w wiek sędziwy, Gogela przejął zarząd apteki "Pod Opatrznością”, a później ją odziedziczył. 